# Maratus piliger
Lycidas piliger là một loài nhện trong họ Salticidae.
Loài này thuộc chi Lycidas. Lycidas piliger được Eugen von Keyserling miêu tả năm 1882.